# Бе Ен Пе Париба Оупън 2014
Бе Ен Пе Париба Оупън 2014 е турнир, провеждащ се в американския град Индиън Уелс, Калифорния от 3 до 16 март 2014 г. Това е 39-ото издание от ATP Тур и 26-ото от WTA Тур. Турнирът е част от сериите Мастърс на ATP Световен Тур 2014 и категория Задължителни висши на WTA Тур 2014.

## Сингъл мъже
- Новак Джокович побеждава  Роджър Федерер с резултат 3–6, 6–3, 7–6(7–3).

## Сингъл жени
- Флавия Пенета побеждава  Агнешка Радванска с резултат 6–2, 6–1.

## Двойки мъже
- Боб Брайън /  Майк Брайън побеждават  Александър Пея /  Бруно Соарес с резултат 6–4, 6–3.

## Двойки жени
- Сие Шу-вей /  Шуай Пън побеждават  Кара Блек /  Саня Мирза с резултат 7–6(7–5), 6–2.